# Ares I
Ares I  bila je predložena američka raketa-nosač. Posebno je razvijena za lansiranje svemirskog broda Orion i trebala je s njim zamijeniti Space Shuttle kao raketa s ljudskom posadom. U njezinoj zadnjoj planiranoj konfiguraciji mogala je lansirati do 24,5 tone korisnog tereta u nisku Zemljinu orbitu. Zajedno sa sestrinskom raketom Ares V bila je dio NASA-inog programa Constellation, koji je rano prekinut zbog financijskih ograničenja.

## Tehnologija
Ares I trebao je imati dva stupnja. Prvi stupanj bila je raketa na kruto gorivo s pet segmenata, koju bi proizvodio Alliant Techsystems. Kao gorivo služila bi mješavina amonijevog perklorata kao oksidansa i aluminija. Nakon pokretanja, stadij s čvrstim gorivom ne bi se mogao isključiti, a odnio bi raketu na visinu od oko 50 km tijekom gorenja od 126 sekundi. Na toj visini prvi stupanj bi se odvojio i sustav od pet padobrana osigurao bi njegovo spuštanje u Atlantik. Otamo bi bio odvučen natrag na mjesto lansiranja, gdje bi segmenti bili odvojeni jedan od drugog. Da su to dopuštali propisi, bili bi željeznicom poslani u pogon u blizini Brigham Cityja u Utahu na ponovnu proizvodnju i upotrebu pri sljedećem letu.
Drugi stupanj bila je smanjena verzija vanjskog spremnika Space Shuttlea. Primarno je izrađen od legure aluminija i litija i sadržavao je dva manja spremnika za pogonska goriva, s tim da je gornji spremnik napunjen tekućim vodikom (329 m3 na 20 K ), a donji tekućim kisikom (108 m3 na 90 K). Te bi tvari pokretale motor J-2X koji bi raketu odveo u nisku Zemljinu orbitu. nakon završetka izgaranja korisni bi se teret tamo odvojio izravno ili zajedno s trećim stupnjem rakete. Spremnik je trebao izgraditi Boeing u Michoud Assembly Facility i transportirati do lansirne rampe morem, gdje bi se sastavljao i motor Pratt&Whitney Rocketdyne.
U konfiguraciji s ljudskom posadom, na vrhu rakete nalazila bi se raketa za spašavanje na kruto gorivo, koja bi naglo ubrzala kapsulu posade u slučaju opasnosti i poslala je daleko od rakete.

## Lansirni kompleks
Lansirni kompleks 39B svemirskog centra Kennedy bio je jedino mjesto za lansiranje.

## Vanjske poveznice
- Stranica projekta NASA